# KNN股份有限公司
KNN股份有限公司，簡稱KNN，原名釜山放送（PuSan Broadcasting Corporation，PSB）。一家坐落在韩国釜山的商业广播电视台，是SBS联播網成员之一。母公司為耐克森輪胎，除新闻节目自办外，大量节目来源于SBS。

## 沿革
- 1994年4月：提交營運計劃
- 1994年8月10日：漢昌集團取得私營廣播公司經營權
- 1995年5月14日：PSB-TV 開播(識別訊號：HLDG-TV,19頻道)
- 2003年12月31日：地面數位電視（HLDG-DTV）開播
- 2006年5月14日：公司名稱更名為KNN（Korea New Network）

## 頻道

### 電視
- 頻道：15頻道(LCN：6-1)
- 識別訊號：HLDG-DTV
- 播出區域：釜山廣域市、慶尚南道
- 發射站: 荒嶺山（朝鲜语：황령산）

## 友好媒体
- 日本：西日本电视台、青森调频（日语：エフエム青森）
- 中国：天津电视台、青岛电视台

## 關係企業
- 耐克森輪胎

## 外部連結
- 官方網站 （页面存档备份，存于）